# Cmentarz wojenny nr 184 – Brzozowa
Cmentarz wojenny nr 184 w Brzozowej – zabytkowy cmentarz z I wojny światowej, znajdujący się w miejscowości Brzozowa, w gminie Gromnik, powiecie tarnowskim, województwie małopolskim. Jeden z ponad 400 zachodniogalicyjskich cmentarzy wojennych zbudowanych przez Oddział Grobów Wojennych C. i K. Komendantury Wojskowej w Krakowie. W VI okręgu Tarnów cmentarzy tych jest 63.

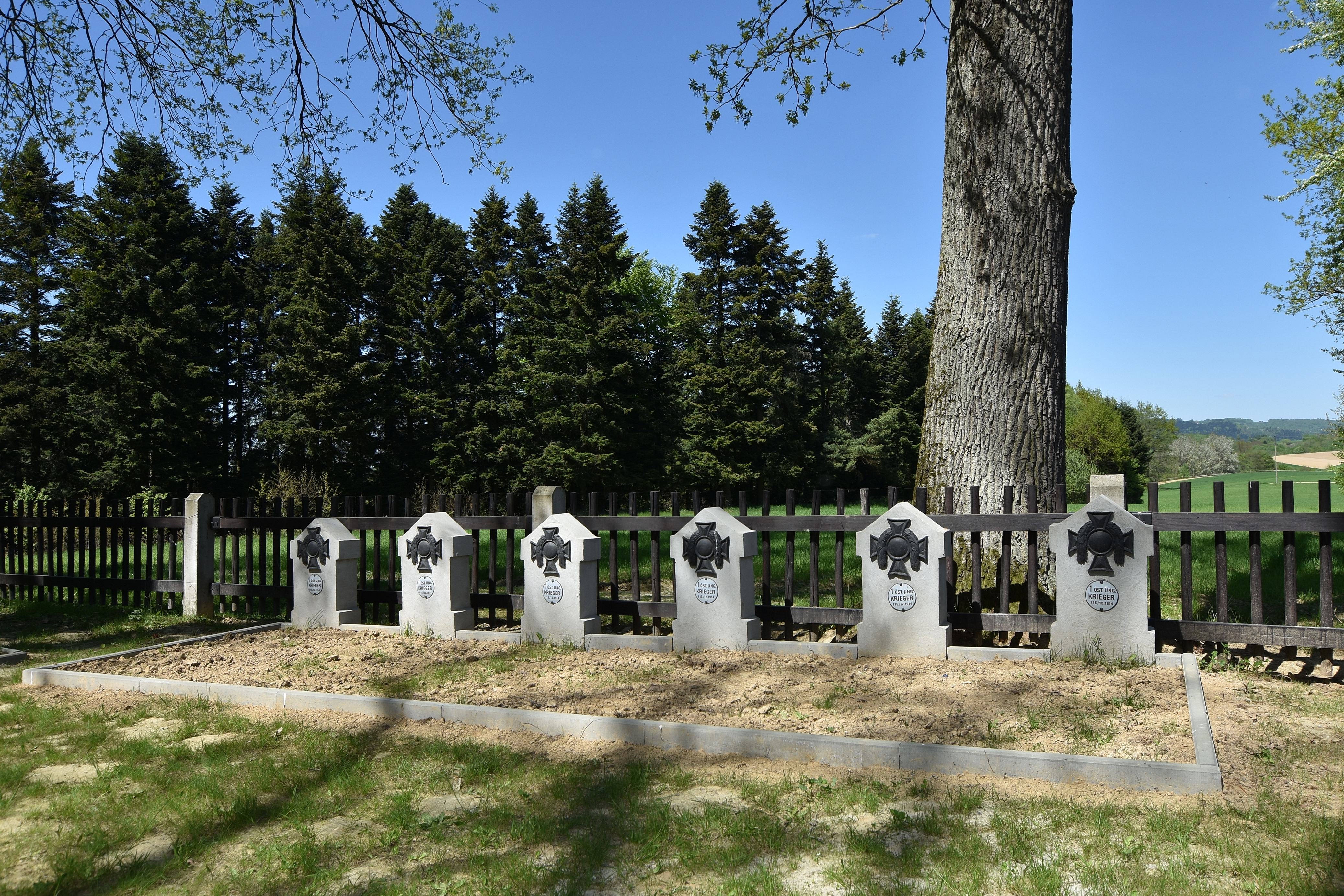
Fragment cmentarza

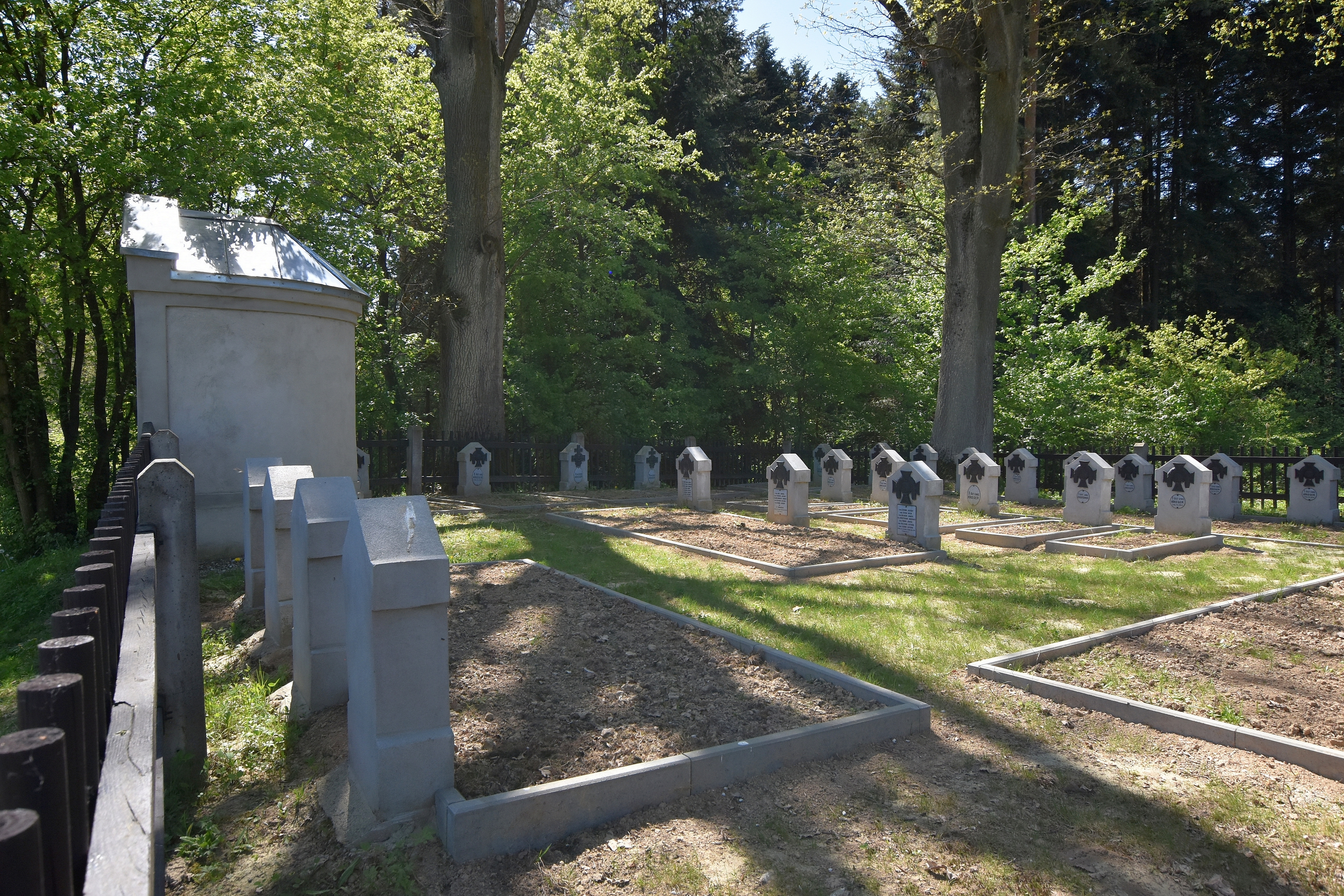
Fragment cmentarza

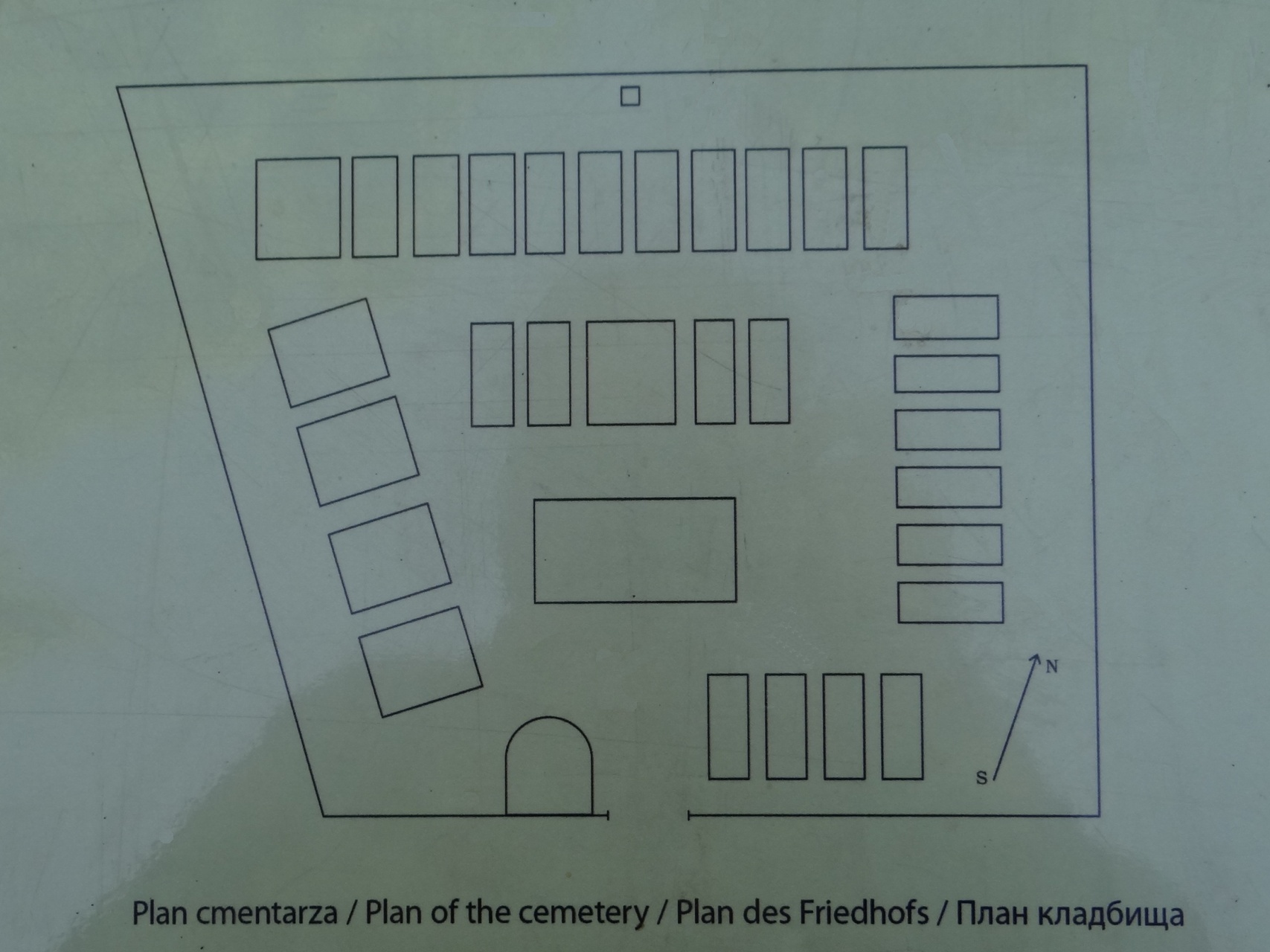
Plan cmentarza

## Opis cmentarza
Znajduje się w odległości 800 m od kościoła w Brzozowej, przy drodze, którą prowadzi żółty szlak turystyczny na Suchą Górę. Cmentarz zlokalizowany został przy istniejącej wcześniej kapliczce. Pochodzi ona z 1903 r. i ma w środku figurkę Matki Boskiej. Zaprojektowany został przez Heinricha Scholza. Jest to niewielki cmentarz na planie trapezu. Ogrodzenie stanowi drewniany płot sztachetkowy osadzony na betonowych słupkach. Wejście od drogi przez jednoskrzydłową furtkę przylegającą do kapliczki. Brak pomnika centralnego – zastępuje go kapliczka. Na nagrobkach żołnierzy umieszczono betonowe stele, na których zamontowano blaszane tabliczki imienne i żeliwne krzyże zwieńczone wieńcem laurowym. Są dwa rodzaje tych krzyży: jednoramienne krzyże maltańskie na nagrobkach żołnierzy austro-węgierskich i dwuramienne lotaryńskie na nagrobkach żołnierzy rosyjskich. Wokół cmentarza rosną duże dęby,

## Polegli
W 7 grobach zbiorowych i 24 pojedynczych pochowano tu 78 żołnierzy austro-węgierskich i 25 rosyjskich. Zidentyfikowano 20 z nich, wyłącznie z armii austro-węgierskiej. Ci znani z nazwisk walczyli głównie w 16. pułku piechoty honwedu, którego obszar rekrutacji znajdował się w okolicach Bańskiej Bystrzycy. 56% żołnierzy tego pułku była narodowości węgierskiej, 41% słowackiej. Wszyscy ci żołnierze (zarówno austro-węgierscy, jak i rosyjscy) polegli w październiku 1914 roku, a więc w czasie wkroczenia na te tereny wojsk rosyjskich.

## Los cmentarza
Po II wojnie światowej nie dbano o cmentarze wojenne z I wojny i ulegały one niszczeniu. Dopiero w 2001 r. dokonano generalnego remontu cmentarza nr 184. W trakcie remontu wycięto zarastające go drzewa i krzewy i wykonano nowy płot sztachetkowy. Ustawiono także nowe nagrobki z nowymi tablicami imiennymi. Po remoncie cmentarz był w bardzo dobrym stanie. Przy wejściu na cmentarz ustawiono tablicę informacyjną z planem cmentarza i tekstami w języku polskim, angielskim, niemieckim i rosyjskim.